# فرودگاه جزیره مریت

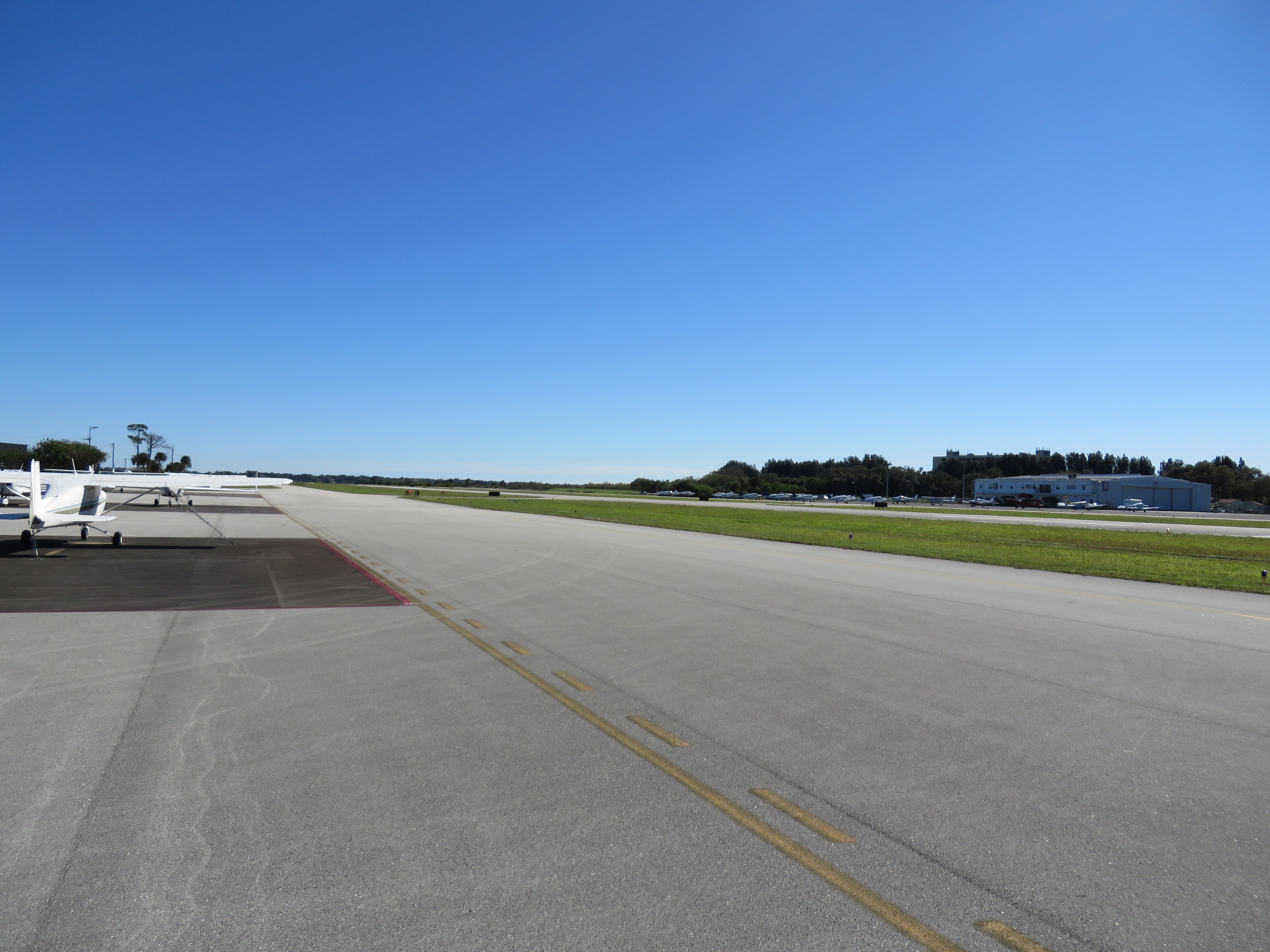
فرودگاه جزیره مریت

فرودگاه جزیره مریت (به انگلیسی: Merritt Island Airport) یک فرودگاه است . این فرودگاه در شهر جزیره مریت، فلوریدا کشور ایالات متحده آمریکا قرار دارد .